# Sa’ar
Sa’ar (hebr. סער; ang. Sa'ar; pol. Burza) – kibuc położony w Samorządzie Regionu Matte Aszer, w Dystrykcie Północnym, w Izraelu. Członek Ruchu Kibuców (Ha-Tenu’a ha-Kibbucit).

## Położenie
Kibuc Sa’ar jest położony na wysokości 22 metrów n.p.m. w północnej części równiny przybrzeżnej Izraela. Leży na niewielkim wzgórzu w odległości niecałego 1 km od wybrzeża Morza Śródziemnego. W odległości 2 km na wschód zaczynają się wznosić wzgórza Zachodniej Galilei, z których spływa przepływający na północ od kibucu strumień Sza’al. W otoczeniu kibucu Sa’ar znajdują się miasto Naharijja, kibuce Geszer ha-Ziw, Maccuwa i Kabri, moszawy Awdon, Manot i Ben Ammi, oraz wioska komunalna Newe Ziw. Na zachód od kibucu jest położona strefa przemysłowa Naharijji.

### Podział administracyjny
Sa’ar jest położony w Samorządzie Regionu Matte Aszer, w Poddystrykcie Akka, w Dystrykcie Północnym.

## Demografia
Stałymi mieszkańcami kibucu są wyłącznie Żydzi. Tutejsza populacja jest świecka:

Źródło danych: Central Bureau of Statistics.

## Historia
Na początku XX wieku okoliczne ziemie zaczęły wykupywać od arabskich właścicieli żydowskie organizacje syjonistyczne. Grupa założycielska kibucu została zawiązana przez członków młodzieżowego ruchu syjonistycznego Ha-Szomer Ha-Cair, którzy w latach 1946-1947 przybyli do Brytyjskiego Mandatu Palestyny z Rumunii i Bułgarii. Przeszli oni szkolenie w kibucu Tel Amal (obecnie nazwany Nir Dawid), gdzie dołączyła do nich grupa Żydów ocalonych z Holocaustu z Europy, którzy przyjechali z kibucu Kefar Menachem. Kontynuowali oni dalsze szkolenie w kibucach Ruchama i En ha-Mifrac. Planowali oni założyć nowy kibuc, który utrzymywałby się z rolnictwa i rybołówstwa. Przyjęta 29 listopada 1947 roku Rezolucja Zgromadzenia Ogólnego ONZ nr 181 przyznała te tereny państwu arabskiemu. Podczas wojny domowej w Mandacie Palestyny w 1948 roku w okolicy operowały siły Arabskiej Armii Wyzwoleńczej, które paraliżowały żydowską komunikację w całej Galilei. Wojna zmusiła członków grupy do zaangażowania się w obronę społeczności żydowskich. Większość z nich służyła w kompaniach szturmowych Palmach. Na samym początku I wojny izraelsko-arabskiej Izraelczycy przeprowadzili operację „Ben-Ami”, podczas której wyprali z większości tego obszaru siły arabskie. W lipcu 1948 roku z rejonu Naharijji wyprowadzono natarcie w celu odblokowania oblężonego kibucu Jechi’am (operacja „Dekel”). W dniu 6 sierpnia 1948 roku grupa założycielska założyła prowizoryczny kibuc położony na terenie dawnej brytyjskiej bazy wojskowej na wzgórzu Trumpeldor przy miejscowości Naharijja. Po wielu dyskusjach pomiędzy członkami grupy, po wojnie zdecydowano się na przeniesienie kibucu nad morze - znajdował się on w rejonie Achziw, na północ od Naharijji. Powstał on na gruntach zniszczonej wioski arabskiej Az-Zib. W 1949 roku mieszkańcy kibucu otrzymali swój pierwszy trawler rybacki o nazwie „Szomria”. Bazował on w porcie Hajfa i łowił ryby na Morzu Śródziemnym. Po kilku latach otrzymali drugi trawler „Saar”. Okazało się jednak, że mieszkańcom brakuje doświadczenia rybackiego. Rybołówstwo było mało dochodowe i po około 10 latach zdecydowano się na zrezygnowanie z tej formy działalności gospodarczej. W konsekwencji w dniu 2 listopada 1952 roku ponownie przeniesiono kibuc, tym razem w głąb lądu na jego obecną lokalizację. W 1954 roku osada została wzmocniona grupą osadników z Tel Awiwu, a w 1963 roku osiedlili się tutaj imigranci z Argentyny. Po kryzysie gospodarczym lat 90. XX wieku, kibuc przeszedł w 2003 roku proces prywatyzacji. Następnie w północno-zachodniej części osady wybudowano nowe osiedle mieszkaniowe, dzięki któremu wzrosła populacja i nastąpiło pobudzenie rozwoju gospodarczego.

### Nazwa
Nazwa kibucu jest tłumaczona na język polski jako Burza. Nazwa symbolizowała pragnienia pierwszych mieszkańców osady, którzy chcieli utrzymywać się z rybołówstwa - jest więc to burza w znaczeniu sztormu na morzu.

## Edukacja
Kibuc utrzymuje przedszkole. Starsze dzieci są dowożone do szkół w kibucu Geszer ha-Ziw.

## Kultura i sport
W kibucu jest ośrodek kultury z biblioteką. Z obiektów sportowych jest basen pływacki, boisko do piłki nożnej, korty tenisowe oraz sala sportowa z siłownią.

## Infrastruktura
W kibucu znajduje się przychodnia zdrowia, sklep wielobranżowy, stacja benzynowa i warsztat mechaniczny.

## Turystyka
W pobliżu kibucu jest położony Park Narodowy Achziw.

## Gospodarka
Gospodarka kibucu opiera się na intensywnym rolnictwie i sadownictwie. Uprawy polne zajmują powierzchnię około 1,3 tys. ha, na których uprawia się bawełnę, kukurydzę, słonecznik, ciecierzycę, groch i pszenicę. Część produkcji rolnej jest przeznaczona na produkcję pasz dla hodowli bydła mlecznego. Stado posiada prawie 300 krów, które oddają ponad 3 mln litrów mleka rocznie. Jest tu także ferma drobiu. W sadach uprawia się banany, cytrusy i awokado. Swoją siedzibę ma tutaj międzynarodowa firma Bermad - Water Control Solutions specjalizująca się w produkcji systemów kontroli przepływu wody i innych cieczy. Firma Sit&Sleep produkuje łóżka i różnorodne materace do sypialni. Natomiast spółka A.D. Ambulance świadczy usługi przewozów karetkami pogotowia w całej Zachodniej Galilei.

## Transport
Z kibucu wyjeżdża się na zachód na drogę nr 4, którą jadąc na południe dojeżdża się do miasta Naharijja i skrzyżowania z drogą nr 89, lub jadąc na północ dojeżdża się do kibucu Geszer ha-Ziw.

## Osoby związane z kibucem
- Jerry Seinfeld - satyryk i aktor kabaretowy, w 1970 roku pracował jako ochotnik w kibucu[14].